# Notiophygus denticulatus
Notiophygus denticulatus là một loài bọ cánh cứng trong họ Discolomatidae. Loài này được Grouvelle miêu tả khoa học năm 1927.